# Thraupis cyanocephala
Thraupis cyanocephala е вид птица от семейство Тангарови (Thraupidae). Видът е незастрашен от изчезване.

## Разпространение
Разпространен е в Боливия, Колумбия, Еквадор, Перу, Тринидад и Тобаго и Венецуела.